# Mokulele Airlines
Mokulele Airlines ist eine US-amerikanische Regionalfluggesellschaft mit Sitz in Kailua-Kona, Hawaii und eine Tochtergesellschaft der Southern Airways Express. Der Name ist hawaiisch und bedeutet fliegendes Schiff.

## Geschichte
1998 wurde der Mokulele Flight Service durch Kawehi Inaba gegründet. 2005 wurde die Fluggesellschaft durch Boyer Industries übernommen, deren Direktor Bill Boyer, Jr. im Gepäckabfertigungsgeschäft tätig ist und zum CEO der Fluggesellschaft wurde.
Seit 2007 besteht eine Kooperation bezüglich des Streckennetzes und Marketings mit go!, die seit Ende 2009 zusammen unter der gemeinsamen Marke go! Mokulele auftreten.
Stand Februar 2019: Es bestehen Partnerschaftsvereinbarungen mit Alaska Airlines und Air New Zealand.
Am 8. Februar 2019 wurde Mokulele Airlines von Southern Airways Express gekauft.
Im Juni 2020 wurde bekanntgegeben, dass Mokulele mit Makani Kai Air, mit Sitz in Honolulu, fusionieren wird. Das neue Unternehmen wird zukünftig gemeinsam unter dem Namen Mokulele Airlines operieren. Makani Kai’s Gründer und Präsident, Richard Schuman, wird als Vizepräsident (Executive Vice President) bei Mokulele Airlines tätig sein.

## Flugziele
Mokulele Airlines bietet Flüge zwischen den Inseln Hawaiʻi, Maui, Lānaʻi, Molokaʻi und Oʻahu innerhalb Hawaiis sowie Flüge von Los Angeles nach Imperial in Kalifornien an.

## Flotte
Im Jahre 2023 besteht die Flotte der Mokulele Airlines aus elf Cessna 208 Grand Caravan.

## Ehemalige Flugzeugtypen
- Pilatus PC-12
- Saab 340